# Inkubus Sukkubus

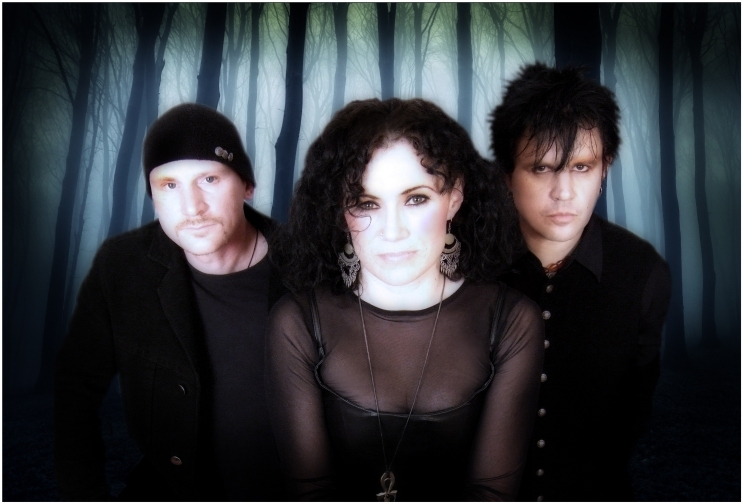
Inkubus Sukkubus у 2011 році: Боб Гарденер, Кандія Рідлі, Тоні МакКормак

Inkubus Sukkubus — британський гурт, що грає в жанрі готичного й язичницького року з Челтнема у Глостреширі, Англія. Був утворений в 1989 році Тоні МакКормаком, Кандією Рідлі і Адамом Гендерсоном.

## Історія

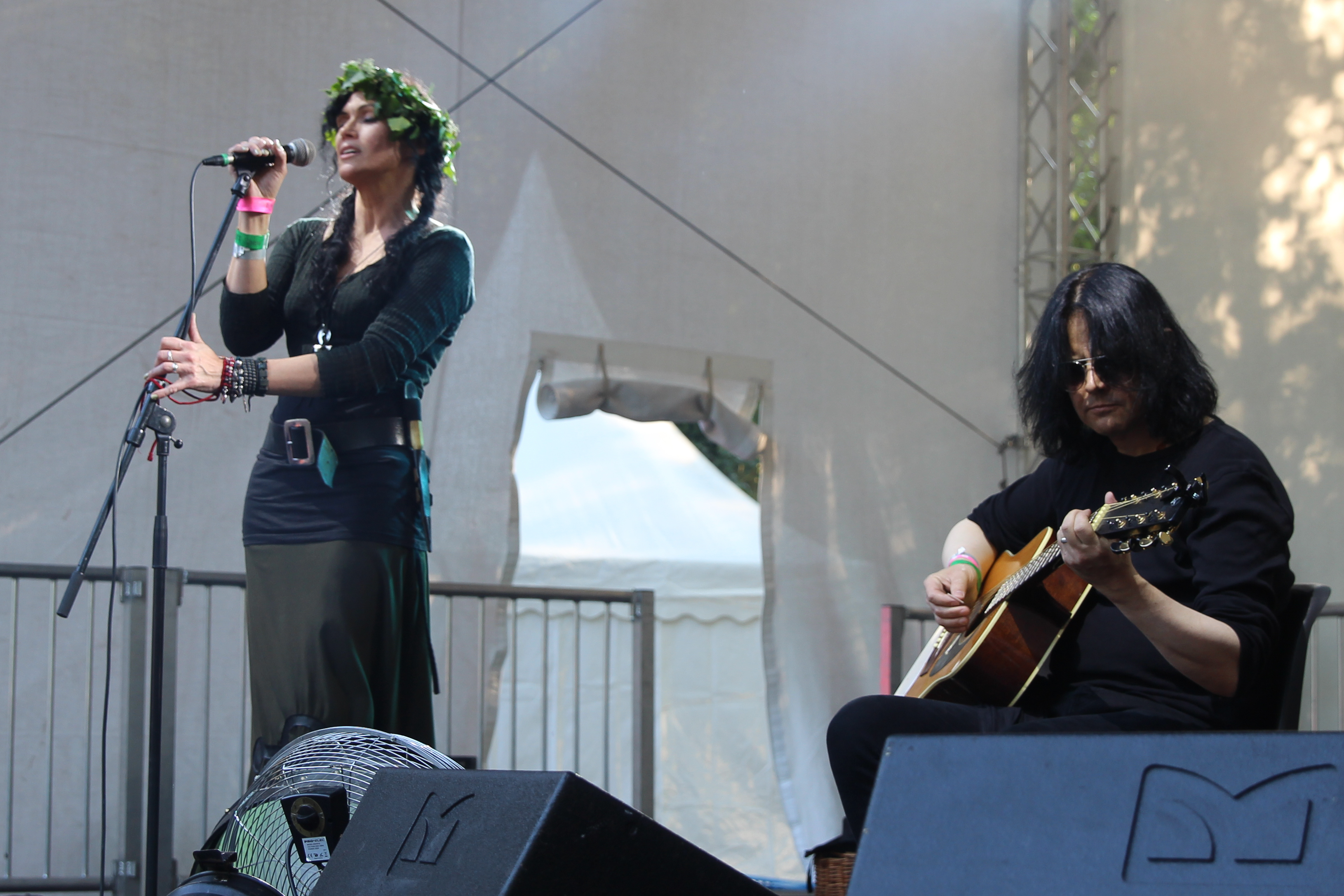
Wave-Gotik-Treffen 2014

Гурт Inkubus Sukkubus був утворений влітку 1989 року, коли познайомилися студенти коледжу графічного дизайну Тоні МакКормак, Кандія Рідлі і Адам Хендерсон. Трійця зійшлася на спільних інтересах до язичництва, чаклунства, вампіризму і музики. Тому гурт став цілком логічним продовженням їхнього знайомства. Спочатку колектив мав назву Incubus Succubus. Через рік після утворення у складі з п'яти музикантів, гурт випустив перший сингл Beltaine, який потравив до ефіру «Radio 1». Однак, незабаром після цього з гурту пішло більшість музикантів і Тоні з Кандією продовжили творчі вишукування удвох у вигляді студійного проекту Children of the Moon. У 1991 році до гурту повернувся один з його колишніх учасників — барабанщик Боб Гарденер. Під лейблом Pagan Media в 1992 році гурт записав перший студійний альбом Belladonna & Aconite and Wytches, перевиданий у жовтні 1995 року компанією Resurrection Records. Влітку того ж року група змінила назву на Inkubus Sukkubus, а на бас-гітару повернувся Адам Гендерсон.

## Учасники
На даний момент гурт складається з трьох музикантів:
- Кандія — вокал (контральто), тексти
- Тоні МакКромак (учасник Screaming Dead і Vampire Division) — гітара, музика, бек-вокал
- Боб Гарденер — бас (в одному з ранніх складів грав на барабанах, повернувся до гурту в 2010 році на місце Адама Гендерсона)

Гурт використовує драм-машину.

## Дискографія
- 1993 Belladonna & Aconite
- 1994 Wytches
- 1995 Heartbeat of the Earth
- 1996 Beltaine
- 1997 Vampyre Erotica
- 1998 Away with the Faeries
- 1999 Wild
- 2001 Supernature
- 2003 The Beast with Two Backs
- 2004 Wytches and Vampyres: (збірка видана на лейблі Cleopatra Records)
- 2005 Witch Queen (EP)
- 2007 Science & Nature
- 2008 Viva la Muerte
- 2010 The Dark Goddess
- 2011 The Goat